# James Stuart-Wortley (1805-1881)
James Archibald Stuart-Wortley, (3 juillet 1805 - 22 août 1881) est un homme politique du parti conservateur britannique et le mari de la philanthrope Jane Stuart-Wortley.

## Biographie
Il est né en 1805, le plus jeune fils de James Stuart-Wortley (1er baron Wharncliffe). Il fait ses études à Christ Church, Oxford et devient avocat à l'Inner Temple en 1831, devenant conseiller de la reine en 1841. Il est membre du Merton College, Oxford.
Il est élu en 1835 en tant que député pour Halifax, mais est battu en 1837. Il revient à la Chambre des communes en 1842, lorsqu'il est élu député de Bute à une élection partielle sans opposition. Il occupe ce siège jusqu'en 1859. Aux élections générales de 1859, il se présente dans la West Riding of Yorkshire, sans toutefois remporter un siège.
En 1846, il est nommé conseiller privé. Il occupe le poste d'enregistreur de Londres de 1850 à 1856, puis de solliciteur général auprès de Lord Palmerston de novembre 1856 à mai 1857. Il démissionne en 1858 en raison de blessures à la colonne vertébrale subies lors d'un accident de monte. Son épouse et lui quittent leur domicile londonien à Carlton House Terrace pour s'installer à East Sheen Lodge (renommé Wortley Lodge) près de Mortlake jusqu'à ce que les problèmes de santé s'aggravent, les forçant à revenir à Londres en 1869. De retour à Londres, sa femme délègue, au moins en partie, les soins de son mari à leurs filles.

## Famille

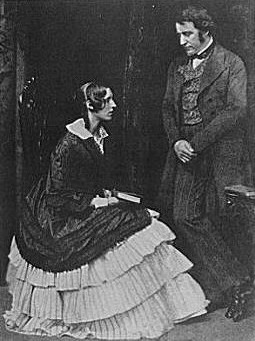
Arnold Genthe, M. et Mme James Stuart-Wortley, photographe de portrait, Bibliothèque du Congrès

Le 6 mai 1846, il épouse Jane Lawley (1820 - 1900), fille de Paul Thompson (1er baron Wenlock). Elle est décédée à Ripley, Surrey, le 4 février 1900, à l'âge de 79 ans Ils ont deux fils et cinq filles :
- Mary Caroline Stuart-Wortley (10 mai 1848 - 18 avril 1941), mariée à Londres le 30 décembre 1880 Ralph King-Milbanke (2e comte de Lovelace)
- Archibald Stuart-Wortley (27 mai 1849 - 11 octobre 1905), marié en 1883 à Eleanor Edith Bromley (décédée en 1939)
- Charles Stuart-Wortley (1er baron Stuart de Wortley) (15 septembre 1851 - 24 avril 1926)
- Margaret Jane Stuart-Wortley (décédée le 6 octobre 1937), mariée le 8 mai 1877 à Sir Reginald Talbot, fils de Henry Chetwynd-Talbot, 18e comte de Shrewsbury.
- Blanche Georgina Stuart-Wortley (décédée le 7 juillet 1931), mariée le 26 février 1895 à Frederick Firebrace (décédée en 1917).
- Caroline Stuart-Wortley (décédée le 7 août 1940), mariée le 25 juin 1881 à Norman Grosvenor, fils de Robert Grosvenor (1er baron Ebury)
- Katharine Sarah Stuart-Wortley (décédée le 27 mars 1943), mariée le 1er octobre 1883, au général Neville Lyttelton, fils de George Lyttelton (4e baron Lyttelton)